# Carmen (группа)
Carmen — британо-американская группа, существовавшая в период с 1970 по 1975. Их стиль заключался в слиянии прогрессивного рока с музыкой фламенко и танца. Звук группы фокусировался на ритме гитар фламенко в соединении с четкими ударными и нежными, проникновенными клавишными пассажами. Всего за свою карьеру группой было выпущено три альбома.
Хотя группа достигла определённых успехов в записи и исполнении своей музыки, наибольшее значение состоит в последующих переходах её членов в более известные рок-группы.

## История
Группа была образована в июле 1970 года в Лос-Анджелесе, США, Дэвидом Кларком Алленом — виртуозным фламенко-гитаристом. Первоначально в состав группы входило семь членов: Дэвид Кларк Аллен, Деннис Треротола, Марк Энтони, Брайан Гласкок, Анжела Аллен, Висент и Марк Муди. В январе 1973 года группа в несколько видоизмененном составе решает перебраться в Лондон: Девид Аллен, Брайан Гласкок, Роберто Амарал, Анжела Аллен, и Джон Гласкок. В последний момент Брайан Гласкок решает остаться и ему на замену приходит Пол Фентон. Три месяца спустя группа знакомится с Тони Висконти, который сразу становится их продюсером.
Летом 1973 года музыканты Carmen начинают записывать свой первый альбом Fandangos In Space. В процессе записи они познакомились со многими именитыми рок-звездами того времени, в том числе с Брайаном Ферри, Марком Боланом и Девидом Боуи. Последний даже продвигал Carmen в своем шоу Midnight Special, а Болан пригласил Пола Фентона поиграть с ним, в промежутках между гастролями и записью альбома Carmen.
В феврале — марте 1974 года Carmen записывают свой второй альбом Dancing On A Cold Wind и отправляется в тур по США, где группа играла как на разогреве концертов Santana, Blue Oyster Cult, Golden Earring, Rush, Electric Light Orchestra, так и на гастролях в течение трёх месяцев с Jethro Tull.
В то время как группа записывала в апреле — мае 1975 года на ферме в Лонгвью свой третий альбом The Gypsies, Пол Фентон упал с лошади и повредил колено. К тому же, к этому времени Тони Висконти покидает группу. Группа распалась вскоре после релиза их последнего альбома в 1975 году.

## Период после распада
Дэвид Аллен продолжил свою музыкальную карьеру. Написал 2 песни «Shame» и «Stay», вошедшие в первый сольный альбом бывшей участницы квартета ABBA –  Агнеты Фельтског. В 1984 году у него был диагностирован рак горла, и была сделана хирургическая операция. В связи с этим событием Девид в значительной мере изменил свою жизнь, занялся фотографией и добился на этом поприще значительных успехов.
Недавнее переиздание трёх альбомов Carmen на лейбле Angel Air подтолкнуло Давида снова заняться музыкой. Его новый инструментальный альбом Widescreen, первый за последние 30 лет, вышел в одном боксе с переизданием The Gypsies, следствием чего стало знакомство Девида с известным продюсером Ларри Лашом. Этот альбом стал семечком, из которого выросла новая группа Widescreen.
После распада Carmen Джон Гласкок вступил в Jethro Tull в 1975 году, вместе с ним ушла Анжела, бывшая его подругой в то время. Её можно услышать на бэк-вокале в известной композиции "Too Old to Rock & Roll, Too Young to Die". Вскоре после этого их отношения закончились, и в 1979 году, в возрасте 28 лет Джон умирает от врождённого порока сердца в одной из лондонских больниц. Анжела Аллен в настоящее время проживает в Лондоне и до сих пор продолжает петь. Её вокал присутствует на альбоме Widescreen.
Пол Фентон играл в качестве барабанщика T.Rex Марка Болана, но в настоящее время играет в группе Bolan Tribute Band. 
Роберто Амаралл, который в настоящее время проживает в районе Ван Наис (Van Nuys) города Лос-Анджелиса (Los Angeles), продолжает создавать музыку, как певец, автор песен и продюсер. В то же время он зарекомендовал себя как ведущий преподаватель фламенко и хореограф в Южной Калифорнии (Southern California). После более чем 30 лет, его танец компании Fuego Flamenco и Espana Clasica продолжает получать положительные отзывы общественности и критиков. В настоящее время он сотрудничает на написание книги и музыку для оригинальной игры этапе включения фламенко, танец. Кроме того, он создал продюсерскую компанию под названием Delicia Music.

## Состав группы
- Дэвид Кларк Аллен — вокал, гитара, клавишные
- Роберто Амарал — виброфон, перкуссия, танец
- Джон Гласкок — бас-гитара, бэк-вокал
- Анжела Аллен — вокал, клавишные, танец
- Пол Фентон — ударные

## Дискография
- Fandangos In Space (1973)
- Dancing On A Cold Wind (1974)
- The Gypsies (1975)